# Kroatisch Blok
Kroatisch Blok (Kroatisch: Hrvatski blok, HB) is een rechtse politieke partij in Kroatië.
De partij werd gesticht naar aanleiding van een conventie van de Kroatische Democratische Unie (HDZ) in 2002 toen Ivić Pašalić zijn grootste rivaal Ivo Sanader niet uit zijn zetel kreeg. Pašalić en zijn volgelingen zetten een nieuwe partij op, en beschuldigden Sanader van het ondemocratisch winnen van de conventie, en foute verwijzing naar de cultstatus van Franjo Tuđman te gebruiken. De nieuwe partij kreeg echter niet de meerderheid van de HDZ-volgelingen achter zich, deze sloten zich aan bij Sanader tijdens de parlementsverkiezingen.
Regeringspartijen:

Kroatische Democratische Unie · Kroatische Volkspartij-Liberaal Democraten · Kroatische Sociaal-Liberale Partij

Kroatische Seniorenpartij · Onafhankelijke Democratische Servische Partij

Overige partijen:

Kroatische Partij van Rechten · Kroatische Boerenpartij · Istrische Democratische Assemblee · Sociaaldemocratische Partij van Kroatië · Alliantie van Primorje · Gorski Kotar · Kroatische Democratische Boerenpartij · Democratisch Centrum · Liberale Partij · Kroatisch Democratisch Centrum · Democratische Prigorje-Zagreb Partij · Međimurje Partij · Zagorje Democratische Partij · Slavonië-Baranja Kroatische Partij · Kroatisch Blok · Kroatische Christelijke Democratische Unie · Kroatische Partij van Rechten 1861 · Kroatische Pure Partij van Rechten · Kroatische Werkelijke Renaissance · Socialistische Arbeiderspartij van Kroatië · Servische Volkspartij · Sociaal Democratische Actie van Kroatië

Politieke partijen van etnische minderheden:

Democratische Unie van Hongaren van Kroatië · Duitse Volksunie - Nationale Associatie van Donau-Zwaben in Kroatië

Onafhankelijke Democratische Servische Partij · Partij voor Democratische Actie van Kroatië